# Charles Athanase Walckenaer
El baró Charles Athanase Walckenaer (1771–1852) va ser un científic francès.

## Biografia
Walckenaer va néixer a Paris i estudià a les universitats d'Oxford i Glasgow. L'any 1793 va ser nomenat cap dels transports militars dels Pirineus, després seguí estudis tècnics a l'École Nationale des Ponts et Chaussées i l'École polytechnique. Va ser elegit membre de l'Institut de France el 1813, va ser batlle (maire) del 5è arrondissement de Paris i secretari general del prefecte del Departament del Sena 1816-1825. Va ser fet baró el 1823.
L'any 1839 va ser nomenat conservador del Department de Mapes a la Bibliothèque Nationale de París el 1840 secretari perpetu de l'Académie des Inscriptions et Belles Lettres. Va ser un dels fundadors de la Société entomologique de France el 1832.
Walckenaer va fer les biografies titulades Histoire de la vie et des ouvrages de la Fontaine (1820, 4a edició 1858), Histoire de la vie et des poésies d'Horace (1840; nova ed. 1858) i Mémoires touchent la vie et les écrits de Mme de Sevigné (6 volums, 1842–1865). En les obres de La Bruyère, que ell publicà el 1845, tornà el text original.
En geografia descobrí el mapa de Juan de la Cosa, el més antic on apareix el continent americà i publicà La monde maritime (4 volums., 1818), Histoire générale des voyages (21 volums., 1826–1831) i Géographie ancienne, historique et comparée des Gaules (3 volums., 1839, nova ed. 1862). També va ser un entomòleg i aracnòleg i publicà, entre d'altres, la Histoire naturelle des insectes (4 volums., 1836–1847) junt amb Paul Gervais.